# Нью-Праґа (Міннесота)
Нью-Праґа (англ. New Prague) — місто (англ. city) в США, в округах Скотт і Ле-Сюер штату Міннесота. Населення — 8162 особи (2020).

## Географія
Нью-Праґа розташований за координатами 44°32′45″ пн. ш. 93°34′33″ зх. д. / 44.54583° пн. ш. 93.57583° зх. д. (44.545961, -93.575741).  За даними Бюро перепису населення США в 2010 році місто мало площу 9,86 км², уся площа — суходіл.

## Демографія
Згідно з переписом 2010 року, у місті мешкала 7321 особа в 2711 домогосподарстві у складі 1910 родин. Густота населення становила 743 особи/км².  Було 2862 помешкання (290/км²).
Расовий склад населення:
| - 96,5 % — білих - 0,6 % — азіатів - 0,5 % — чорних або афроамериканців - 0,3 % — корінних американців |

До двох чи більше рас належало 1,5 %. Частка іспаномовних становила 1,9 % від усіх жителів.
За віковим діапазоном населення розподілялося таким чином: 31,5 % — особи молодші 18 років, 56,1 % — особи у віці 18—64 років, 12,4 % — особи у віці 65 років та старші. Медіана віку мешканця становила 32,7 року. На 100 осіб жіночої статі у місті припадало 92,7 чоловіків;  на 100 жінок у віці від 18 років та старших — 89,8 чоловіків також старших 18 років.
Середній дохід на одне домашнє господарство  становив 81 671 долар США (медіана — 64 837), а середній дохід на одну сім'ю — 97 042 долари (медіана — 82 294). За межею бідності перебувало 7,5 % осіб, у тому числі 8,8 % дітей у віці до 18 років та 12,4 % осіб у віці 65 років та старших.
Цивільне працевлаштоване населення становило 4040 осіб. Основні галузі зайнятості: освіта, охорона здоров'я та соціальна допомога — 25,5 %, виробництво — 15,0 %, роздрібна торгівля — 11,5 %, мистецтво, розваги та відпочинок — 10,6 %.